# رالف وليامز (لاعب كريكت)
رالف وليامز (2 فبراير 1879 في المملكة المتحدة - 1 ديسمبر 1958 في المملكة المتحدة) (بالإنجليزية: Ralph Williams)‏ هو لاعب كريكت بريطاني وبريطاني (وحمل سابقاً جنسية المملكة المتحدة لبريطانيا العظمى وأيرلندا). لعب مع Berkshire County Cricket Club ‏ وBuckinghamshire County Cricket Club ‏ وOxfordshire County Cricket Club ‏ ونادي الكريكت في جامعة أكسفورد ‏.

## وصلات خارجية
- رالف وليامز على موقع إي آس بي آن كريك إنفو (الإنجليزية)